# Copa J. League 2008
La Copa J. League 2008, también conocida como Copa Yamazaki Nabisco 2008 por motivos de patrocinio, fue la 33.ª edición de la Copa de la Liga de Japón y la 16.ª edición bajo el actual formato.
El campeón fue Oita Trinita, tras vencer en la final a Shimizu S-Pulse. Por lo mismo, se clasificó al Campeonato Pan-Pacífico de Clubes 2009 y disputó la Copa Suruga Bank 2009 ante Internacional de Brasil, campeón de la Copa Sudamericana 2008.

## Formato de competición
Se ha seguido la reglamentación del año anterior.
- Formaron parte del torneo los 18 equipos que participaron de la J. League Division 1 2008.
  - Kashima Antlers y Gamba Osaka, clasificados para la Liga de Campeones de la AFC 2008, estuvieron exentos de participar en la fase de grupos e ingresaron directamente a cuartos de final.
- Fase de grupos: se fijó el 20 de marzo para el inicio de la participación de los restantes 16 equipos, que fueron divididos en cuatro grupos de cuatro clubes cada uno. De esta manera, cada cuadro debió disputar seis juegos en total -tres de local y tres de visitante-.
  - El sorteo de cada grupo se determinó sobre la base de las posiciones de la liga de la temporada anterior.
  - Los cuatro ganadores de grupo junto con los dos mejores segundos avanzaron a la fase final del torneo.
- Fase final: se llevó a cabo entre los seis clubes provenientes de la primera fase junto con Kashima Antlers y Gamba Osaka.
  - En cuartos de final y semifinales se enfrentaron en serie de dos partidos, a ida y vuelta. En caso de igualdad en el total de goles, se aplicaría la regla del gol de visitante y si aún persistía el empate se realizaría una prórroga, en donde ya no tendrían valor los goles fuera de casa. De continuar la igualdad en el marcador global, se realizaría una tanda de penales.
  - La final se jugó a un solo partido. En caso de empate en los 90 minutos se haría una prórroga; si aún persistía la igualdad se ejecutaría una tanda de penales.

## Calendario
| Etapa          | Ronda            | Ida                     | Vuelta                  | Observaciones                                                                             |
| -------------- | ---------------- | ----------------------- | ----------------------- | ----------------------------------------------------------------------------------------- |
| Fase de grupos | Fecha 1          | 20 de marzo de 2008     | 20 de marzo de 2008     | Sin observaciones                                                                         |
| Fase de grupos | Fecha 2          | 23 de marzo de 2008     | 23 de marzo de 2008     | Sin observaciones                                                                         |
| Fase de grupos | Fecha 3          | 16 de abril de 2008     | 16 de abril de 2008     | Sin observaciones                                                                         |
| Fase de grupos | Fecha 4          | 25 de mayo de 2008      | 25 de mayo de 2008      | Sin observaciones                                                                         |
| Fase de grupos | Fecha 5          | 31 de mayo de 2008      | 31 de mayo de 2008      | Sin observaciones                                                                         |
| Fase de grupos | Fecha 6          | 8 de junio de 2008      | 8 de junio de 2008      | Sin observaciones                                                                         |
| Fase final     | Cuartos de final | 2 de julio de 2008      | 6 de agosto de 2008     | Inicio de participación de los equipos clasificados a la Liga de Campeones de la AFC 2008 |
| Fase final     | Semifinales      | 3 de septiembre de 2008 | 7 de septiembre de 2008 | Participación de los ganadores de los cuartos de final                                    |
| Fase final     | Final            | 1 de noviembre de 2008  | 1 de noviembre de 2008  | Participación de los ganadores de las semifinales                                         |

## Fase de grupos

### Grupo A
| Equipo             | Pts | PJ | PG | PE | PP | GF | GC | DG |
| ------------------ | --- | -- | -- | -- | -- | -- | -- | -- |
| Nagoya Grampus     | 15  | 6  | 5  | 0  | 1  | 14 | 5  | +9 |
| Vissel Kobe        | 10  | 6  | 3  | 1  | 2  | 5  | 5  | 0  |
| Kyoto Sanga        | 6   | 6  | 1  | 3  | 2  | 7  | 8  | -1 |
| Urawa Red Diamonds | 2   | 6  | 0  | 2  | 4  | 8  | 16 | -8 |

| \| Fecha \| Lugar \| Local \| Resultado \| Visitante \| \| ----------- \| ------- \| ------------------ \| --------- \| ------------------ \| \| 20 de marzo \| Nagoya \| Nagoya Grampus \| 0:1 \| Kyoto Sanga \| \| 20 de marzo \| Saitama \| Urawa Red Diamonds \| 0:1 \| Vissel Kobe \| \| 23 de marzo \| Kōbe \| Vissel Kobe \| 0:1 \| Nagoya Grampus \| \| 23 de marzo \| Kioto \| Kyoto Sanga \| 3:3 \| Urawa Red Diamonds \| \| 16 de abril \| Saitama \| Urawa Red Diamonds \| 1:1 \| Kyoto Sanga \| \| 16 de abril \| Nagoya \| Nagoya Grampus \| 2:0 \| Vissel Kobe \| \| 25 de mayo \| Kioto \| Kyoto Sanga \| 0:1 \| Vissel Kobe \| \| 25 de mayo \| Toyota \| Nagoya Grampus \| 4:2 \| Urawa Red Diamonds \| \| 31 de mayo \| Kioto \| Kyoto Sanga \| 1:2 \| Nagoya Grampus \| \| 31 de mayo \| Kōbe \| Vissel Kobe \| 2:1 \| Urawa Red Diamonds \| \| 8 de junio \| Saitama \| Urawa Red Diamonds \| 1:5 \| Nagoya Grampus \| \| 8 de junio \| Kōbe \| Vissel Kobe \| 1:1 \| Kyoto Sanga \| |         |                    |           |                    |
| Fecha | Lugar   | Local              | Resultado | Visitante          |
| 20 de marzo | Nagoya  | Nagoya Grampus     | 0:1       | Kyoto Sanga        |
| 20 de marzo | Saitama | Urawa Red Diamonds | 0:1       | Vissel Kobe        |
| 23 de marzo | Kōbe    | Vissel Kobe        | 0:1       | Nagoya Grampus     |
| 23 de marzo | Kioto   | Kyoto Sanga        | 3:3       | Urawa Red Diamonds |
| 16 de abril | Saitama | Urawa Red Diamonds | 1:1       | Kyoto Sanga        |
| 16 de abril | Nagoya  | Nagoya Grampus     | 2:0       | Vissel Kobe        |
| 25 de mayo | Kioto   | Kyoto Sanga        | 0:1       | Vissel Kobe        |
| 25 de mayo | Toyota  | Nagoya Grampus     | 4:2       | Urawa Red Diamonds |
| 31 de mayo | Kioto   | Kyoto Sanga        | 1:2       | Nagoya Grampus     |
| 31 de mayo | Kōbe    | Vissel Kobe        | 2:1       | Urawa Red Diamonds |
| 8 de junio | Saitama | Urawa Red Diamonds | 1:5       | Nagoya Grampus     |
| 8 de junio | Kōbe    | Vissel Kobe        | 1:1       | Kyoto Sanga        |

### Grupo B
| Equipo          | Pts | PJ | PG | PE | PP | GF | GC | DG  |
| --------------- | --- | -- | -- | -- | -- | -- | -- | --- |
| Shimizu S-Pulse | 11  | 6  | 3  | 2  | 1  | 13 | 6  | +7  |
| F.C. Tokyo      | 11  | 6  | 3  | 2  | 1  | 12 | 7  | +5  |
| Júbilo Iwata    | 10  | 6  | 3  | 1  | 2  | 10 | 7  | +3  |
| Tokyo Verdy     | 1   | 6  | 0  | 1  | 5  | 2  | 17 | -15 |

| \| Fecha \| Lugar \| Local \| Resultado \| Visitante \| \| ----------- \| --------- \| --------------- \| --------- \| --------------- \| \| 20 de marzo \| Chōfu \| Tokyo Verdy \| 0:2 \| Júbilo Iwata \| \| 20 de marzo \| Shizuoka \| Shimizu S-Pulse \| 3:1 \| F.C. Tokyo \| \| 23 de marzo \| Iwata \| Júbilo Iwata \| 0:2 \| F.C. Tokyo \| \| 23 de marzo \| Chōfu \| Tokyo Verdy \| 0:0 \| Shimizu S-Pulse \| \| 16 de abril \| Shizuoka \| Shimizu S-Pulse \| 5:0 \| Tokyo Verdy \| \| 16 de abril \| Chōfu \| F.C. Tokyo \| 1:1 \| Júbilo Iwata \| \| 25 de mayo \| Shizuoka \| Shimizu S-Pulse \| 4:2 \| Júbilo Iwata \| \| 25 de mayo \| Chōfu \| F.C. Tokyo \| 3:0 \| Tokyo Verdy \| \| 31 de mayo \| Kagoshima \| Júbilo Iwata \| 3:0 \| Tokyo Verdy \| \| 31 de mayo \| Matsumoto \| F.C. Tokyo \| 1:1 \| Shimizu S-Pulse \| \| 8 de junio \| Tokio \| Tokyo Verdy \| 2:4 \| F.C. Tokyo \| \| 8 de junio \| Iwata \| Júbilo Iwata \| 2:0 \| Shimizu S-Pulse \| |           |                 |           |                 |
| Fecha | Lugar     | Local           | Resultado | Visitante       |
| 20 de marzo | Chōfu     | Tokyo Verdy     | 0:2       | Júbilo Iwata    |
| 20 de marzo | Shizuoka  | Shimizu S-Pulse | 3:1       | F.C. Tokyo      |
| 23 de marzo | Iwata     | Júbilo Iwata    | 0:2       | F.C. Tokyo      |
| 23 de marzo | Chōfu     | Tokyo Verdy     | 0:0       | Shimizu S-Pulse |
| 16 de abril | Shizuoka  | Shimizu S-Pulse | 5:0       | Tokyo Verdy     |
| 16 de abril | Chōfu     | F.C. Tokyo      | 1:1       | Júbilo Iwata    |
| 25 de mayo | Shizuoka  | Shimizu S-Pulse | 4:2       | Júbilo Iwata    |
| 25 de mayo | Chōfu     | F.C. Tokyo      | 3:0       | Tokyo Verdy     |
| 31 de mayo | Kagoshima | Júbilo Iwata    | 3:0       | Tokyo Verdy     |
| 31 de mayo | Matsumoto | F.C. Tokyo      | 1:1       | Shimizu S-Pulse |
| 8 de junio | Tokio     | Tokyo Verdy     | 2:4       | F.C. Tokyo      |
| 8 de junio | Iwata     | Júbilo Iwata    | 2:0       | Shimizu S-Pulse |

### Grupo C
| Equipo            | Pts | PJ | PG | PE | PP | GF | GC | DG |
| ----------------- | --- | -- | -- | -- | -- | -- | -- | -- |
| JEF United Chiba  | 12  | 6  | 3  | 3  | 0  | 9  | 5  | +4 |
| Kashiwa Reysol    | 9   | 6  | 2  | 3  | 1  | 9  | 7  | +2 |
| Kawasaki Frontale | 6   | 6  | 2  | 0  | 4  | 9  | 10 | -1 |
| Consadole Sapporo | 5   | 6  | 1  | 2  | 3  | 4  | 9  | -5 |

| \| Fecha \| Lugar \| Local \| Resultado \| Visitante \| \| ----------- \| -------- \| ----------------- \| --------- \| ----------------- \| \| 20 de marzo \| Kawasaki \| Kawasaki Frontale \| 0:2 \| JEF United Chiba \| \| 20 de marzo \| Kashiwa \| Kashiwa Reysol \| 1:1 \| Consadole Sapporo \| \| 23 de marzo \| Muroran \| Consadole Sapporo \| 2:1 \| Kawasaki Frontale \| \| 23 de marzo \| Chiba \| JEF United Chiba \| 1:1 \| Kashiwa Reysol \| \| 16 de abril \| Chiba \| JEF United Chiba \| 0:0 \| Consadole Sapporo \| \| 16 de abril \| Kawasaki \| Kawasaki Frontale \| 3:0 \| Kashiwa Reysol \| \| 25 de mayo \| Hakodate \| Consadole Sapporo \| 1:2 \| JEF United Chiba \| \| 25 de mayo \| Kashiwa \| Kashiwa Reysol \| 3:1 \| Kawasaki Frontale \| \| 31 de mayo \| Kawasaki \| Kawasaki Frontale \| 2:0 \| Consadole Sapporo \| \| 31 de mayo \| Kashiwa \| Kashiwa Reysol \| 1:1 \| JEF United Chiba \| \| 8 de junio \| Chiba \| JEF United Chiba \| 3:2 \| Kawasaki Frontale \| \| 8 de junio \| Sapporo \| Consadole Sapporo \| 0:3 \| Kashiwa Reysol \| |          |                   |           |                   |
| Fecha | Lugar    | Local             | Resultado | Visitante         |
| 20 de marzo | Kawasaki | Kawasaki Frontale | 0:2       | JEF United Chiba  |
| 20 de marzo | Kashiwa  | Kashiwa Reysol    | 1:1       | Consadole Sapporo |
| 23 de marzo | Muroran  | Consadole Sapporo | 2:1       | Kawasaki Frontale |
| 23 de marzo | Chiba    | JEF United Chiba  | 1:1       | Kashiwa Reysol    |
| 16 de abril | Chiba    | JEF United Chiba  | 0:0       | Consadole Sapporo |
| 16 de abril | Kawasaki | Kawasaki Frontale | 3:0       | Kashiwa Reysol    |
| 25 de mayo | Hakodate | Consadole Sapporo | 1:2       | JEF United Chiba  |
| 25 de mayo | Kashiwa  | Kashiwa Reysol    | 3:1       | Kawasaki Frontale |
| 31 de mayo | Kawasaki | Kawasaki Frontale | 2:0       | Consadole Sapporo |
| 31 de mayo | Kashiwa  | Kashiwa Reysol    | 1:1       | JEF United Chiba  |
| 8 de junio | Chiba    | JEF United Chiba  | 3:2       | Kawasaki Frontale |
| 8 de junio | Sapporo  | Consadole Sapporo | 0:3       | Kashiwa Reysol    |

### Grupo D
| Equipo              | Pts | PJ | PG | PE | PP | GF | GC | DG |
| ------------------- | --- | -- | -- | -- | -- | -- | -- | -- |
| Yokohama F. Marinos | 12  | 6  | 3  | 3  | 0  | 8  | 2  | +6 |
| Oita Trinita        | 11  | 6  | 3  | 2  | 1  | 9  | 5  | +4 |
| Albirex Niigata     | 4   | 6  | 0  | 4  | 2  | 4  | 8  | -4 |
| Omiya Ardija        | 3   | 6  | 0  | 3  | 3  | 4  | 10 | -6 |

| \| Fecha \| Lugar \| Local \| Resultado \| Visitante \| \| ----------- \| -------- \| ------------------- \| --------- \| ------------------- \| \| 20 de marzo \| Yokohama \| Yokohama F. Marinos \| 1:0 \| Oita Trinita \| \| 20 de marzo \| Niigata \| Albirex Niigata \| 2:2 \| Omiya Ardija \| \| 23 de marzo \| Saitama \| Omiya Ardija \| 0:0 \| Yokohama F. Marinos \| \| 23 de marzo \| Ōita \| Oita Trinita \| 3:0 \| Albirex Niigata \| \| 16 de abril \| Yokohama \| Yokohama F. Marinos \| 4:0 \| Omiya Ardija \| \| 16 de abril \| Niigata \| Albirex Niigata \| 1:1 \| Oita Trinita \| \| 25 de mayo \| Saitama \| Omiya Ardija \| 1:2 \| Oita Trinita \| \| 25 de mayo \| Yokohama \| Yokohama F. Marinos \| 0:0 \| Albirex Niigata \| \| 31 de mayo \| Kumagaya \| Omiya Ardija \| 1:1 \| Albirex Niigata \| \| 31 de mayo \| Ōita \| Oita Trinita \| 2:2 \| Yokohama F. Marinos \| \| 8 de junio \| Niigata \| Albirex Niigata \| 0:1 \| Yokohama F. Marinos \| \| 8 de junio \| Ōita \| Oita Trinita \| 1:0 \| Omiya Ardija \| |          |                     |           |                     |
| Fecha | Lugar    | Local               | Resultado | Visitante           |
| 20 de marzo | Yokohama | Yokohama F. Marinos | 1:0       | Oita Trinita        |
| 20 de marzo | Niigata  | Albirex Niigata     | 2:2       | Omiya Ardija        |
| 23 de marzo | Saitama  | Omiya Ardija        | 0:0       | Yokohama F. Marinos |
| 23 de marzo | Ōita     | Oita Trinita        | 3:0       | Albirex Niigata     |
| 16 de abril | Yokohama | Yokohama F. Marinos | 4:0       | Omiya Ardija        |
| 16 de abril | Niigata  | Albirex Niigata     | 1:1       | Oita Trinita        |
| 25 de mayo | Saitama  | Omiya Ardija        | 1:2       | Oita Trinita        |
| 25 de mayo | Yokohama | Yokohama F. Marinos | 0:0       | Albirex Niigata     |
| 31 de mayo | Kumagaya | Omiya Ardija        | 1:1       | Albirex Niigata     |
| 31 de mayo | Ōita     | Oita Trinita        | 2:2       | Yokohama F. Marinos |
| 8 de junio | Niigata  | Albirex Niigata     | 0:1       | Yokohama F. Marinos |
| 8 de junio | Ōita     | Oita Trinita        | 1:0       | Omiya Ardija        |

### Mejores segundos
Entre los equipos que finalizaron en el segundo lugar de sus respectivos grupos, los dos mejores avanzaron a cuartos de final.
| Equipo         | Gr | Pts | PJ | PG | PE | PP | GF | GC | DG |
| -------------- | -- | --- | -- | -- | -- | -- | -- | -- | -- |
| F.C. Tokyo     | B  | 11  | 6  | 3  | 2  | 1  | 12 | 7  | +5 |
| Oita Trinita   | D  | 11  | 6  | 3  | 2  | 1  | 9  | 5  | +4 |
| Vissel Kobe    | A  | 10  | 6  | 3  | 1  | 2  | 5  | 5  | 0  |
| Kashiwa Reysol | C  | 9   | 6  | 2  | 3  | 1  | 9  | 7  | +2 |

## Fase final

### Cuadro de desarrollo
|  | Cuartos de final         | Cuartos de final         | Cuartos de final         |   |              | Semifinales         | Semifinales         | Semifinales         |  |              | Final          | Final          |  |
|  | 2 de julio y 6 de agosto | 2 de julio y 6 de agosto | 2 de julio y 6 de agosto |   |              | 3 y 7 de septiembre | 3 y 7 de septiembre | 3 y 7 de septiembre |  |              | 1 de noviembre | 1 de noviembre |  |
|  |                          |                          |                          |   |              |                     |                     |                     |  |              |                |                |  |
|  |                          |                          |                          |   |              |                     |                     |                     |  |              |                |                |  |
|  | Oita Trinita             | 2                        | 1                        |   |              |                     |                     |                     |  |              |                |                |  |
|  | Oita Trinita             | 2                        | 1                        |   |              |                     |                     |                     |  |              |                |                |  |
|  | F.C. Tokyo               | 1                        | 1                        |   |              |                     |                     |                     |  |              |                |                |  |
|  | F.C. Tokyo               | 1                        | 1                        |   | Oita Trinita | 1                   | 1                   |                     |  |              |                |                |  |
|  |                          |                          |                          |   | Oita Trinita | 1                   | 1                   |                     |  |              |                |                |  |
|  |                          |                          | Nagoya Grampus           | 1 | 0            |                     |                     |                     |  |              |                |                |  |
|  | Nagoya Grampus           | 1                        | Nagoya Grampus           | 1 | 0            | 1                   |                     |                     |  |              |                |                |  |
|  | Nagoya Grampus           | 1                        |                          |   |              |                     |                     |                     |  |              |                |                |  |
|  | JEF United Chiba         | 0                        | 0                        |   |              |                     |                     |                     |  |              |                |                |  |
|  | JEF United Chiba         | 0                        | 0                        |   |              |                     |                     |                     |  | Oita Trinita | 2              |                |  |
|  |                          |                          |                          |   |              |                     |                     |                     |  | Oita Trinita | 2              |                |  |
|  |                          |                          | Shimizu S-Pulse          | 0 |              |                     |                     |                     |  |              |                |                |  |
|  | Yokohama F. Marinos      | 0                        | Shimizu S-Pulse          | 0 | 2            |                     |                     |                     |  |              |                |                |  |
|  | Yokohama F. Marinos      | 0                        |                          |   |              |                     |                     |                     |  |              |                |                |  |
|  | Gamba Osaka (v)          | 1                        | 1                        |   |              |                     |                     |                     |  |              |                |                |  |
|  | Gamba Osaka (v)          | 1                        | 1                        |   | Gamba Osaka  | 1                   | 2                   |                     |  |              |                |                |  |
|  |                          |                          |                          |   | Gamba Osaka  | 1                   | 2                   |                     |  |              |                |                |  |
|  |                          |                          | Shimizu S-Pulse          | 1 | 3            |                     |                     |                     |  |              |                |                |  |
|  | Shimizu S-Pulse          | 0                        | Shimizu S-Pulse          | 1 | 3            | 2                   |                     |                     |  |              |                |                |  |
|  | Shimizu S-Pulse          | 0                        |                          |   |              |                     |                     |                     |  |              |                |                |  |
|  | Kashima Antlers          | 0                        | 1                        |   |              |                     |                     |                     |  |              |                |                |  |
|  | Kashima Antlers          | 0                        | 1                        |   |              |                     |                     |                     |  |              |                |                |  |
|  |                          |                          |                          |   |              |                     |                     |                     |  |              |                |                |  |

- En cuartos de final y semifinales, el equipo de arriba es el que ejerció la localía en el partido de vuelta.
- Los horarios de los partidos corresponden al huso horario de Japón: (UTC+9)

### Cuartos de final
| 2 de julio de 2008, 19:00 | F.C. Tokyo   | 1:2 (1:1) | Oita Trinita             | Estadio Ajinomoto, Chōfu                                |                                                         |
|                           | Ishikawa 44' | Reporte   | Maeda 28' · Edmilson 83' | Asistencia: 11.378 espectadores Árbitro(s): Kenji Ōgiya | Asistencia: 11.378 espectadores Árbitro(s): Kenji Ōgiya |

| 6 de agosto de 2008, 19:00 | Oita Trinita | 1:1 (1:1) | F.C. Tokyo | Estadio del Gran Ojo, Ōita                                 |                                                            |
|                            | Edmilson 40' | Reporte   | Caboré 3'  | Asistencia: 13.483 espectadores Árbitro(s): Hiroshi Tanabe | Asistencia: 13.483 espectadores Árbitro(s): Hiroshi Tanabe |

| 2 de julio de 2008, 19:00 | JEF United Chiba | 0:1 (0:1) | Nagoya Grampus | Fukuda Denshi Arena, Chiba                                    |                                                               |
|                           |                  | Reporte   | Johnsen 14'    | Asistencia: 8.472 espectadores Árbitro(s): Nobutsugu Murakami | Asistencia: 8.472 espectadores Árbitro(s): Nobutsugu Murakami |

| 6 de agosto de 2008, 19:00 | Nagoya Grampus | 1:0 (0:0) | JEF United Chiba | Estadio Atlético Mizuho, Nagoya                        |                                                        |
|                            | Masukawa 60'   | Reporte   |                  | Asistencia: 6.344 espectadores Árbitro(s): Minoru Tōjō | Asistencia: 6.344 espectadores Árbitro(s): Minoru Tōjō |

| 2 de julio de 2008, 18:59 | Gamba Osaka | 1:0 (0:0) | Yokohama F. Marinos | Estadio Ishikawa, Kanazawa                                     |                                                                |
|                           | Hirai 78'   | Reporte   |                     | Asistencia: 10.702 espectadores Árbitro(s): Hiroyoshi Takayama | Asistencia: 10.702 espectadores Árbitro(s): Hiroyoshi Takayama |

| 6 de agosto de 2008, 19:00 | Yokohama F. Marinos      | 2:1 (1:1) | Gamba Osaka  | Estadio Mitsuzawa, Yokohama                             |                                                         |
|                            | Komiyama 32' · Lopes 84' | Reporte   | Futagawa 34' | Asistencia: 8.365 espectadores Árbitro(s): Akio Okutani | Asistencia: 8.365 espectadores Árbitro(s): Akio Okutani |

| 2 de julio de 2008, 19:00 | Kashima Antlers | 0:0     | Shimizu S-Pulse | Estadio de Kashima, Kashima                              |                                                          |
|                           |                 | Reporte |                 | Asistencia: 6.757 espectadores Árbitro(s): Hajime Matsuo | Asistencia: 6.757 espectadores Árbitro(s): Hajime Matsuo |

| 6 de agosto de 2008, 19:00 | Shimizu S-Pulse          | 2:1 (1:0) | Kashima Antlers | Estadio Nihondaira, Shizuoka                                  |                                                               |
|                            | Iwashita 16' · Hyōdō 48' | Reporte   | Marquinhos 57'  | Asistencia: 8.949 espectadores Árbitro(s): Kazuhiko Matsumura | Asistencia: 8.949 espectadores Árbitro(s): Kazuhiko Matsumura |

### Semifinales
| 3 de septiembre de 2008, 19:00 | Nagoya Grampus | 1:1 (0:0) | Oita Trinita | Estadio Atlético Mizuho, Nagoya                               |                                                               |
|                                | Johnsen 64'    | Reporte   | Uéslei 69'   | Asistencia: 7.792 espectadores Árbitro(s): Hirofumi Yamanishi | Asistencia: 7.792 espectadores Árbitro(s): Hirofumi Yamanishi |

| 7 de septiembre de 2008, 18:00 | Oita Trinita | 1:0 (0:0) | Nagoya Grampus | Estadio del Gran Ojo, Ōita                                  |                                                             |
|                                | Uéslei 49'   | Reporte   |                | Asistencia: 20.371 espectadores Árbitro(s): Masayoshi Okada | Asistencia: 20.371 espectadores Árbitro(s): Masayoshi Okada |

| 3 de septiembre de 2008, 19:00 | Shimizu S-Pulse | 1:1 (0:1) | Gamba Osaka  | Estadio Nihondaira, Shizuoka                           |                                                        |
|                                | Edamura 54'     | Reporte   | Futagawa 10' | Asistencia: 8.013 espectadores Árbitro(s): Kenji Ōgiya | Asistencia: 8.013 espectadores Árbitro(s): Kenji Ōgiya |

| 7 de septiembre de 2008, 19:00 | Gamba Osaka          | 2:3 (1:1) | Shimizu S-Pulse                | Estadio de la Expo '70 de Osaka, Suita                      |                                                             |
|                                | Roni 11' · Lucas 79' | Reporte   | Yamamoto 3' · Edamura 46', 55' | Asistencia: 9.103 espectadores Árbitro(s): Yūichi Nishimura | Asistencia: 9.103 espectadores Árbitro(s): Yūichi Nishimura |

### Final
| 1 de noviembre de 2008, 13:39 | Oita Trinita               | 2:0 (0:0) | Shimizu S-Pulse | Estadio Nacional, Tokio                                        |                                                                |
|                               | Takamatsu 68' · Uéslei 89' | Reporte   |                 | Asistencia: 44.723 espectadores Árbitro(s): Toshimitsu Yoshida | Asistencia: 44.723 espectadores Árbitro(s): Toshimitsu Yoshida |

#### Detalles
| 16         | Guardameta     | Seigo Shimokawa   |     |
| 4          | Defensa        | Yūki Fukaya       |     |
| 6          | Defensa        | Masato Morishige  |     |
| 22         | Defensa        | Taikai Uemoto     |     |
| 3          | Centrocampista | Roberto           |     |
| 5          | Centrocampista | Edmilson          |     |
| 8          | Centrocampista | Mū Kanazaki       | 89' |
| 20         | Centrocampista | Daisuke Takahashi |     |
| 33         | Centrocampista | Yoshiaki Fujita   | 89' |
| 10         | Delantero      | Uéslei            |     |
| 13         | Delantero      | Daiki Takamatsu   | 82' |
| Entrenador | Entrenador     | Péricles Chamusca |     |

| 29         | Guardameta     | Kaito Yamamoto   |     |
| 5          | Defensa        | Keisuke Iwashita |     |
| 26         | Defensa        | Naoaki Aoyama    |     |
| 4          | Defensa        | Kazumichi Takagi |     |
| 2          | Defensa        | Arata Kodama     | 71' |
| 28         | Centrocampista | Masaki Yamamoto  | 71' |
| 7          | Centrocampista | Teruyoshi Itō    |     |
| 13         | Centrocampista | Akihiro Hyōdō    |     |
| 8          | Centrocampista | Takuma Edamura   | 82' |
| 19         | Delantero      | Kazuki Hara      |     |
| 23         | Delantero      | Shinji Okazaki   |     |
| Entrenador | Entrenador     | Kenta Hasegawa   |     |

| 9  | Delantero      | Yasuhito Morishima | 82' |
| 25 | Defensa        | Hiroyuki Kobayashi | 89' |
| 7  | Centrocampista | Teppei Nishiyama   | 89' |

| 25 | Defensa        | Daisuke Ichikawa | 71' |
| 6  | Centrocampista | Marcos Paulo     | 71' |
| 9  | Delantero      | Takurō Yajima    | 82' |

| Anotado | 68' | Daiki Takamatsu | 1-0 |
| Anotado | 89' | Uéslei          | 2-0 |

| Amonestado | 33' | Taikai Uemoto   |
| Amonestado | 84' | Yoshiaki Fujita |
| Amonestado | 85' | Seigo Shimokawa |

| Amonestado | 74' | Kazumichi Takagi |
| Amonestado | 89' | Kazuki Hara      |

| Árbitro             | Toshimitsu Yoshida  |
| Árbitros asistentes | Yoshikazu Hiroshima |
| Árbitros asistentes | Susumu Takeda       |
| Cuarto árbitro      | Akio Okutani        |

| 16         | Guardameta     | Seigo Shimokawa   |     |
| 4          | Defensa        | Yūki Fukaya       |     |
| 6          | Defensa        | Masato Morishige  |     |
| 22         | Defensa        | Taikai Uemoto     |     |
| 3          | Centrocampista | Roberto           |     |
| 5          | Centrocampista | Edmilson          |     |
| 8          | Centrocampista | Mū Kanazaki       | 89' |
| 20         | Centrocampista | Daisuke Takahashi |     |
| 33         | Centrocampista | Yoshiaki Fujita   | 89' |
| 10         | Delantero      | Uéslei            |     |
| 13         | Delantero      | Daiki Takamatsu   | 82' |
| Entrenador | Entrenador     | Péricles Chamusca |     |

| 29         | Guardameta     | Kaito Yamamoto   |     |
| 5          | Defensa        | Keisuke Iwashita |     |
| 26         | Defensa        | Naoaki Aoyama    |     |
| 4          | Defensa        | Kazumichi Takagi |     |
| 2          | Defensa        | Arata Kodama     | 71' |
| 28         | Centrocampista | Masaki Yamamoto  | 71' |
| 7          | Centrocampista | Teruyoshi Itō    |     |
| 13         | Centrocampista | Akihiro Hyōdō    |     |
| 8          | Centrocampista | Takuma Edamura   | 82' |
| 19         | Delantero      | Kazuki Hara      |     |
| 23         | Delantero      | Shinji Okazaki   |     |
| Entrenador | Entrenador     | Kenta Hasegawa   |     |

| 9  | Delantero      | Yasuhito Morishima | 82' |
| 25 | Defensa        | Hiroyuki Kobayashi | 89' |
| 7  | Centrocampista | Teppei Nishiyama   | 89' |

| 25 | Defensa        | Daisuke Ichikawa | 71' |
| 6  | Centrocampista | Marcos Paulo     | 71' |
| 9  | Delantero      | Takurō Yajima    | 82' |

| Anotado | 68' | Daiki Takamatsu | 1-0 |
| Anotado | 89' | Uéslei          | 2-0 |

| Amonestado | 33' | Taikai Uemoto   |
| Amonestado | 84' | Yoshiaki Fujita |
| Amonestado | 85' | Seigo Shimokawa |

| Amonestado | 74' | Kazumichi Takagi |
| Amonestado | 89' | Kazuki Hara      |

| Árbitro             | Toshimitsu Yoshida  |
| Árbitros asistentes | Yoshikazu Hiroshima |
| Árbitros asistentes | Susumu Takeda       |
| Cuarto árbitro      | Akio Okutani        |

|                                  |
| Bandera de Prefectura de Ōita    |
| Campeón Oita Trinita 1.er título |

## Estadísticas

### Goleadores
| Jugador                                  | Club              | Goles | PJ |
| ---------------------------------------- | ----------------- | ----- | -- |
| Keita Sugimoto                           | Nagoya Grampus    | 5     | 9  |
| Sōta Hirayama                            | F.C. Tokyo        | 4     | 8  |
| Juninho                                  | Kawasaki Frontale | 4     | 6  |
| Takuma Edamura                           | Shimizu S-Pulse   | 4     | 11 |
| Jungo Fujimoto                           | Shimizu S-Pulse   | 4     | 6  |
| Roni                                     | Gamba Osaka       | 4     | 9  |
| Uéslei                                   | Oita Trinita      | 4     | 9  |
| Última actualización: 4 de marzo de 2016 |                   |       |    |

### Mejor jugador
| Jugador         | Club         |
| --------------- | ------------ |
| Daiki Takamatsu | Oita Trinita |

### Premio Nuevo Héroe
El Premio Nuevo Héroe es entregado al mejor jugador del torneo menor de 23 años.
| Jugador     | Club         |
| ----------- | ------------ |
| Mū Kanazaki | Oita Trinita |